# هیرواکی ناگاشیما
هیرواکی ناگاشیما (انگلیسی: Hiroaki Nagashima؛ زادهٔ ۲۲ مارس ۱۹۶۷) بازیکن فوتبال اهل ژاپن است.